# Torrent de Mortitx
El torrent de Mortitx és un torrent del municipi d'Escorca, a Mallorca. Neix a la possessió de Mortitx. És al tram final, anomenat torrent Fondo, de només 500 m de longitud, en què es practica el barranquisme. En aquest torrent, es concentren més de 6000 exemplars de ferreret i constitueix una de les reserves més importants de la Serra de Tramuntana.